# 李华 (公主)
代国公主（689年—734年8月2日），名华，字华婉（墓志：字花婉），唐朝公主，唐睿宗李旦的第四女，也是嫡次女，生母为李旦原配肃明皇后刘氏。

## 生平
天授元年（690年），父亲唐睿宗让位于祖母武则天，此时，她尚未获公主封号。同時在祖母武皇的明堂皇室宴會中，和胞姐寿昌公主对舞于西凉殿。
武周时，初封寿光县主。
神龙元年（705年），李华婉嫁郑万钧，代国公主生有兩子四女。长子鄭潛曜（又名郑聪），娶了母親代国公主的侄女臨晉公主為妻。
唐睿宗即位进永昌公主，食封一千四百户。开元初年，唐玄宗封加封她为代国长公主。代国公主善书法、乐器，信佛教。
开元二十二年（734年）六月，代国公主病重，与驸马诀别，遗嘱薄葬。
六月廿九日在洛阳修业坊家中去世，享年四十六。
十二月初三日，陪葬桥陵。其夫郑万钧亲自撰并书写墓志。